# Premier Soccer League
La Premier Soccer League (PSL) és la principal lliga de futbol de Sud-àfrica. És la continuadora de la National Soccer League  (NSL). Per patrocini també rep la denominació ABSA Premiership. La PSL té la seu a Parktown, Johannesburg.

## Història
A Sud-àfrica, ja des de la fi del segle xix existien diverses lligues de futbol regionals. L'any 1959 es creà la primera lliga nacional, la National Football League (NFL), que fou la lliga de futbol sud-africana per als blancs. Aquesta lliga desaparegué l'any 1977. Als anys 1960, les comunitats negra i índia crearen la South African Soccer League (SASL), que no durà molts anys i el 1969 fou substituïda per la Federation Professional League (FPL). També es creà una lliga de futbol per a jugadors negres, la National Professional Soccer League (NPSL), la qual creà una lliga professional nacional el 1970.
Quan la NFL desaparegué, la majoria de clubs s'uniren a la NPSL, tot i que alguns (com Durban City) ingressaren a la FPL. L'any 1984 nasqué una nova lliga, la National Soccer League (NSL), que esdevingué la principal lliga del país i primera lliga sense segregació racial, i les altres dues lligues existents, la NPSL i la FPL, acabaren desapareixent. L'any 1996 la NSL adoptà el nom de PSL (Premier Soccer League) i el calendari europeu occidental d'agost a maig.
Des de la seva fundació el 1996, la Premier Soccer League ha estat patrocinada. Els noms de la competició han estat:
- 1996-2007: Castle Premiership
- 2007-avui: ABSA Premiership

Foren els membres fundadors:
| - AmaZulu - Bloemfontein Celtic - Cape Town Spurs - Hellenic - Jomo Cosmos | - Kaizer Chiefs - Manning Rangers - Michau Warriors - Moroka Swallows - Orlando Pirates | - QwaQwa Stars - Real Rovers - Mamelodi Sundowns - Supersport United | - Umtata Bush Bucks - Vaal Professionals - Witbank Aces - Wits University |

## Equips participants temporada 2019-20
- AmaZulu
- Baroka
- Bidvest Wits
- Black Leopards
- Bloemfontein Celtic
- Cape Town City
- Chippa United
- Tshakhuma Tsha Madzivhandila
- Golden Arrows
- Kaizer Chiefs
- Mamelodi Sundowns
- Maritzburg United
- Orlando Pirates
- Polokwane City
- SuperSport United
- Stellenbosch

## Historial
Font:
| Temporada | Campió                 | Subcampió         |
| --------- | ---------------------- | ----------------- |
| 1996-97   | Manning Rangers (1)    | Kaizer Chiefs     |
| 1997-98   | Mamelodi Sundowns (1)  | Kaizer Chiefs     |
| 1998-99   | Mamelodi Sundowns (2)  | Kaizer Chiefs     |
| 1999-00   | Mamelodi Sundowns (3)  | Orlando Pirates   |
| 2000-01   | Orlando Pirates (1)    | Kaizer Chiefs     |
| 2001-02   | Santos (1)             | Supersport United |
| 2002-03   | Orlando Pirates (2)    | Supersport United |
| 2003-04   | Kaizer Chiefs (1)      | Ajax Cape Town    |
| 2004-05   | Kaizer Chiefs (2)      | Orlando Pirates   |
| 2005-06   | Mamelodi Sundowns (4)  | Orlando Pirates   |
| 2006-07   | Mamelodi Sundowns (5)  | Silver Stars      |
| 2007-08   | Supersport United (1)  | Ajax Cape Town    |
| 2008-09   | Supersport United (2)  | Orlando Pirates   |
| 2009-10   | Supersport United (3)  | Mamelodi Sundowns |
| 2010-11   | Orlando Pirates (3)    | Ajax Cape Town    |
| 2011-12   | Orlando Pirates (4)    | Moroka Swallows   |
| 2012-13   | Kaizer Chiefs (3)      | Platinum Stars    |
| 2013-14   | Mamelodi Sundowns (6)  | Kaizer Chiefs     |
| 2014-15   | Kaizer Chiefs (4)      | Mamelodi Sundowns |
| 2015-16   | Mamelodi Sundowns (7)  | Bidvest Wits      |
| 2016-17   | Bidvest Wits (1)       | Mamelodi Sundowns |
| 2017-18   | Mamelodi Sundowns (8)  | Orlando Pirates   |
| 2018-19   | Mamelodi Sundowns (9)  | Orlando Pirates   |
| 2019-20   | Mamelodi Sundowns (10) | Kaizer Chiefs     |
| 2020-21   | Mamelodi Sundowns (11) | AmaZulu           |
| 2021-22   | Mamelodi Sundowns (12) | Cape Town City    |
| 2022-23   | Mamelodi Sundowns (13) | Orlando Pirates   |